# Амфион (октет)
Духовой октет «Амфион» (нем. Amphion Bläseroktett) — швейцарский камерный ансамбль, базирующийся в городе Базеле. Музыкальный коллектив был назван именем легендарного древнегреческого музыканта Амфиона.
Октет был основан воспитанниками Базельской Schola Cantorum и почти сразу получил международное признание, выиграв в 1998 году Международный конкурс ансамблей старинной музыки имени ван Вассенара. Коллектив широко концертирует в Европе, записал ряд альбомов с духовой музыкой Вольфганга Амадея Моцарта, Людвига ван Бетховена, Франтишека Крамаржа, Йозефа Трибензее, Антонио Розетти, Йозефа Мартина Крауса.
В состав коллектива, не вполне типичный для духового ансамбля, входят два гобоиста (Ксения Лёффлер и Керстин Крамп), два кларнетиста (Кристиан Ляйтерер и Даниэль Байер), два фаготиста (Экхард Ленцинг и Дьёрдь Фаркаш) и два валторниста (Вацлав Лукс и Мирослав Ровенский), а также девятый член ансамбля — контрабасист Людек Браны.